# Zeche Diebitsch
Die Zeche Diebitsch ist ein ehemaliges Steinkohlenbergwerk im Bochumer Stadtteil Sundern. Das Bergwerk war auch unter den Namen Zeche Dibitsch und Zeche Diebitzsch bekannt. Das Bergwerk gehörte zum Märkischen Bergamtsbezirk und dort zum Geschworenenrevier Westlich Witten.

## Bergwerksgeschichte
Im Jahr 1831 wurde die Mutung eingelegt. Am 27. Juni des Jahres 1846 wurde ein Geviertfeld mit einer Größe von einem Quadratkilometer verliehen. Im Jahr 1854 wurde begonnen, einen Stollen im Flöz Sonnenschein aufzufahren. Das Stollenmundloch befand sich an der Rauendahlstraße, westlich vom Stollen Treue. Im selben Jahr wurde mit dem Abbau begonnen. Es wurden zwei Flöze mit unterschiedlichen Mächtigkeiten in Verhieb genommen. Das eine Flöz hatte eine Mächtigkeit von 54 Zoll, dass andere Flöz hatte eine schwankende Mächtigkeit von 20 bis 24 Zoll. Im Jahr 1855 wurden mit 25 Bergleuten 10.727 preußische Tonnen Steinkohle gefördert. Die abgebauten Kohlen waren stark backend. Im Jahr 1856 wurde der Stollen durch zunehmenden Gebirgsdruck gefährdet, aus diesem Grund wurde die weitere Auffahrung des Stollens in das benachbarte Flöz Schöttelchen verlegt. Trotz der Schwierigkeiten wurde in diesem Jahr die maximale Förderung des Bergwerks erzielt. Mit 73 Bergleuten wurden 4139 Tonnen Steinkohle gefördert. Im Jahr 1859 wurden zunächst noch mit vier Bergleuten 1188 Tonnen Steinkohle gefördert. Da die Kohle aber minderwertig war, wurde die Zeche Diebitsch im Laufe des Jahres 1859 stillgelegt. Am 22. November des Jahres 1873 konsolidierte die Zeche Diebitsch mit weiteren Zechen zur Zeche Brockhauser Tiefbau.